# Negrillos (Villalba de los Llanos)
Negrillos es una localidad del municipio de Villalba de los Llanos, en la comarca del Campo de Salamanca, provincia de Salamanca, España. 

## Toponimia
Su nombre deriva de Negriellos, denominación con la que venía registrado en el siglo XIII.

## Historia
La fundación de Negrillos se remonta a las repoblaciones efectuadas por los reyes leoneses en la Alta Edad Media, que lo ubicaron en el cuarto de Corvacera de la jurisdicción de Salamanca, dentro del Reino de León, denominándose en el siglo XIII 
Negriellos.
Con la creación de las actuales provincias en 1833, Negrillos, ya dependiente de Villalba de los Llanos, quedó encuadrado en la provincia de Salamanca, dentro de la Región Leonesa.

## Demografía
En 2017 Negrillos contaba con una población de 5 habitantes, de los cuales 2 eran hombres y 3 mujeres (INE 2017).
| Gráfica de evolución demográfica de Negrillos entre 2000 y 2017                          |
|                                                                                          |
| Fuente: Instituto Nacional de Estadística de España - Elaboración gráfica por Wikipedia. |